# In Memory of Appey M. Merrill (wiersz Clary A. Merrill)
In Memory of Appey M. Merrill – wiersz Clary A. Merrill z tomiku Poems (tomik Clary A. Merrill) wydanego w 1915. Utwór jest elegią na cześć siostry poetki, która zmarła 20 listopada 1903. Został napisany przy użyciu strofy ośmiowersowej rymowanej ababcdcd. Składa się z sześciu zwrotek.
Softly, sweetly she is sleeping
Where the slender grasses wave;
Daisies bright, their vigil keeping
O'er her calm and peaceful grave.
Naught can e'er disturb her slumber—
Passed all pain—from sorrow free;
Gone from earth, to join the number
O'er the silent, mystic sea.
Poetka stosuje aliterację, czyli współbrzmienie początkowe: Softly, sweetly she is sleeping, Sweetly sleep, dear, gentle sister.